# Ernest Catudal
Ernest Catudal, né le 14 décembre 1891 à Saint-Vaast-la-Hougue et mort le 29 novembre 1969 à Saint-Cloud, est un coureur cycliste français.

## Palmarès
- 1921
  - 25 km derrière moto, au Vél d'Hiv
- 1923
  - Prix Lartigue
- 1926
  - 4e du championnat de France de demi-fond, 100 km derrière motocyclettes.
- 1928
  -  Champion de France de demi-fond[2]